# Serge Antoine
 (août 2010).
Si vous disposez d'ouvrages ou d'articles de référence ou si vous connaissez des sites web de qualité traitant du thème abordé ici, merci de compléter l'article en donnant les références utiles à sa vérifiabilité et en les liant à la section « Notes et références ».
Pour les articles homonymes, voir Antoine.
Serge Antoine est un haut fonctionnaire et écologiste[réf. nécessaire] français, né le 3 octobre 1927 à Strasbourg, mort le 25 mars 2006 à Bièvres (Essonne). Il a notamment joué un rôle déterminant dans les choix de regroupement des départements pour créer les régions administratives.

## Biographie
Il suit avec sa famille son père qui avait rejoint le général de Gaulle, en juin 1940 en Angleterre avant de s’installer à Alger.
Il fait ses études supérieures à l'Institut d'études politiques de l'Université de Paris puis intègre l'ENA.

### Parcours administratif
- Conseiller-maître honoraire à la Cour des comptes
- 1954 Cour des comptes
- Conseiller du président de l'Euratom à Bruxelles
- 1962 commissaire du gouvernement pour le découpage des régions administratives françaises.
- 1963 nommé à la création de la DATAR (Délégation à l'aménagement du territoire et à l'action régionale) où il travaille avec Olivier Guichard (1963-1968) puis Jérôme Monod (1968-1974) et contribue à la création des parcs régionaux
- 1966 – 1978 dirige la « Revue 2000 » de la DATAR
- 1968 un des 12 animateurs du Collège des techniques avancées et de l’aménagement du territoire
- 1971 nommé au cabinet du tout premier ministre de l’environnement, Robert Poujade.

Chargé de la recherche puis des affaires internationales au ministère de l'environnement
- 1982 - 1985 préside le Comité national de France du programme sur l'Homme et la Biosphère
- 2003 Membre du Conseil national du développement durable (CNDD), coordinateur du thème Territoires et développement durable

### Activités internationales
- 1965 membre de la World Society for Ekistics  une organisation non gouvernementale disposant d’un statut consultatif auprès des Nations unies (ECOSOC)
- 1969 rejoint le Club de Rome
- 1972 contribue à la préparation de la Conférence de Stockholm
- 1976 participe aux négociations de la Convention de Barcelone pour la protection de la Méditerranée. Initie lors de cette Conférence, une étude de la région et qui est aujourd’hui le Plan Bleu qui vise à coordonner la politique environnementale des pays riverains de la Méditerranée. Il est vice-président du Plan Bleu depuis 1985[3].
- 1992 il est nommé conseiller spécial de Maurice Strong, l'organisateur du Sommet de la Terre de Rio, où il contribue à rédiger le chapitre 28 de l’Agenda 21 sur le rôle des collectivités locales auxquelles il propose d’élaborer  des Agendas 21 locaux.
- 1996, il préconise la mise en place de la Commission méditerranéenne dont il est devenu membre représentant la France

- membre du conseil de rédaction de l’Institut des ressources mondiales
- membre de la Fondation Seydoux pour la Méditerranée.

### Activités associatives

#### Prospective
- Il travaille avec Gaston Berger, Fernand Braudel et Bertrand de Jouvenel, l'animateur du club des "Futuribles"
- En 1973, il participe à la création en France de la World Future Studies Federation (WFSF (en))
- En 1972, il participe à la création de la Fondation Claude-Nicolas Ledoux, devenue par la suite Institut Claude-Nicolas Ledoux. Cette association est chargée de la gestion et de l'animation de la Saline royale d'Arc-et-Senans (Doubs) en lui donnant un rôle de Centre International de réflexion sur le Futur.

#### Développement durable
- En 1994, il crée en le Comité français pour le développement durable (Comité 21) qui réunit entreprises, collectivités locales et associations.

#### Bièvres
- Serge Antoine s'est beaucoup engagé dans sa commune. Il en a été maire adjoint pendant 18 ans, chargé de l'urbanisme et de l'environnement. Il a ainsi élaboré un des premiers plans d'occupation des sols de France. Secrétaire général des Amis de la vallée de la Bièvre (AVB) pendant 40 ans, on lui doit de nombreux combats réussis pour préserver un cadre et des paysages exceptionnels tout à côté de Paris.

### Vie privée
- Serge Antoine a épousé en 1955 Aline Écochard, fille de l'architecte et urbaniste Michel Écochard. Ils ont eu 5 enfants.

### Décorations et distinctions
- 1967 Chevalier du Mérite agricole
- 1996 Commandeur de l'Ordre national du Mérite
- 1997 Médaille d'or de la Méditerranée
- 1999 Commandeur de l'ordre de la Légion d'honneur
- 2003 Prix mondial global 500 du Programme des Nations unies pour l'environnement

### Livres
- André Yana, Serge Antoine et Jean-Baptiste de Vilmorin, Écrits francophones et environnement : 1548-1900, t. 1, Paris, Entente, coll. « Les Cahiers de l'écologie », avril 1991, 342 p. (ISBN 2726600980) Cet ouvrage réunit quelque 70 textes de Ronsard, Montaigne, Agrippa d'Aubigné, Bernard Palissy… qui traitent de l'environnement.
- Serge Antoine, Martine Barrère et Geneviève Verbrugge, La planète Terre entre nos mains : Guide pour la mise en œuvre des engagements du Sommet planète Terre, Paris, 1994, 442 p.
- Serge Antoine, Florence Pizzorni et Fabrice Duffaud, Almanach de la Bièvre, octobre 2005

### Articles
- "Culture et développement durable : L’éducation au développement durable"
- "DATAR prospective 2030"
- "La Bièvre redécouverte"